# Legacy (David Garrett)
Legacy è un album del violinista David Garrett con la Royal Philharmonic Orchestra diretta da Ion Marin, edito nel 2011 dalla Decca negli Stati Uniti.
L'album ha raggiunto la sesta posizione in Germania, vendendo oltre 300 000 copie, l'entrata più alta mai fatta da un disco classico, l'ottava in Austria e la decima posizione nella Classical Albums.
Si tratta di un ritorno alle origini, ovvero alla sua formazione classica.

## Tracce
1. Allegro ma non troppo (Concerto per violino e orchestra (Beethoven))
2. Larghetto (Concerto per violino e orchestra (Beethoven))
3. Rondo (Allegro) (Concerto per violino e orchestra (Beethoven))
4. Praeludium e allegro nello stile di G. Pugnani (Fritz Kreisler)
5. Variazione XVIII: Andante cantabile (Rapsodia su un tema di Paganini) (Sergej Rachmaninov)
6. Caprice viennois, Op. 2 (Fritz Kreisler)
7. Variazioni su un tema di Corelli nello stile di Tartini (Fritz Kreisler)
8. Larghetto dalla Son. per vl. n. 1 in fa magg. op. 10 di Weber (Fritz Kreisler)
9. Tambourin chinois, Op. 3 (Fritz Kreisler)
10. Liebeslied (Fritz Kreisler)